# Eupithecia virescens
Eupithecia virescens là một loài bướm đêm trong họ Geometridae.